# Brayden Schnur
Brayden Schnur (Pickering, 14 luglio 1995) è un tennista canadese.
Ha fatto parte della University of North Carolina presso la squadra di tennis di Chapel Hill da gennaio 2014 a maggio 2016. Schnur è diventato professionista a luglio 2016 partecipando alla Rogers Cup .

## Primi anni di vita
Schnur è nato a Pickering, in Ontario, da Chris Schnur e Anne-Marie Nielsen e ha una sorella minore Amanda.  Ha iniziato a giocare a tennis all'età di otto anni, nei campi vicino a casa a Pickering, nell'Ontario. Schnur lasciò casa all'età di 14 anni e si trasferì a Bradenton, in Florida, dove si allenò con Heath Turpin. Ha fatto parte del Tennis Canada's National Training Centre dal 2011 al 2013 sotto la guida di Guillaume Marx .

## Carriera nel tennis
Nell'aprile 2011, Schnur ha vinto il primo titolo della sua carriera sul circuito Junior al G5 di Burlington . Ha giocato il suo primo torneo Futures a Indian Harbour Beach nel giugno 2011, dove non ha superato le qualificazioni. Nel febbraio 2012, Schnur e il canadese Hugo Di Feo hanno vinto il doppio nel torneo juniores G2 a La Paz . La coppia ha anche vinto il titolo di doppio juniores al GB1 di Tulsa nell'ottobre 2012.
Nel luglio 2013, Schnur ha raggiunto la sua prima finale di singolo professionale al Futures a Kelowna, ma è stato sconfitto in tre set dal connazionale Philip Bester . Un mese dopo ai Futures di Calgary, Schnur vinse i primi singolari della sua carriera prendendosi la rivincita su Bester. Alla fine di agosto 2013, è diventato il primo uomo canadese a vincere il torneo juniores G1 a Repentigny . Nel novembre 2013, Schnur ha vinto il suo primo titolo di doppio pro con una vittoria su Alex Llompart e Finn Tearney.

### 2014
Al Richmond Futures di giugno, Schnur è arrivato alla sua seconda finale di doppio, ma ha perso contro Rik de Voest e il suo partner. Due settimane dopo al Futures di Saskatoon, ha conquistato il secondo titolo di doppio della sua carriera con una vittoria contro Mousheg Hovhannisyan e Alexander Sarkissian. A luglio, Schnur ha raggiunto le semifinali in doppio della Challenger Banque Nationale de Granby del 2014 . Alla Rogers Cup di agosto, Schnur si è qualificato per il suo primo torneo ATP sconfiggendo 94 Matthew Ebden e la testa di serie numero 9 Yūichi Sugita . Ha perso contro Andreas Seppi al primo turno. Ad agosto al Futures di Calgary, Schnur ha conquistato il terzo titolo di doppio con il compagno Jack Murray, dopo aver sconfitto Dimitar Kutrovsky e Dennis Nevolo. Alla fine di ottobre, Schnur ha conquistato il titolo di singolare regionale NCAA, qualificandosi per i Campionati nazionali indoor 2014 a New York. Schnur ha poi continuato a prendere il Singles National Indoor Championships 2014.

### 2015-16
Nel giugno 2015 al Richmond Futures, Schnur ha raggiunto la terza finale di singolare della sua carriera, ma viene battuto in tre set dal connazionale Philip Bester . A luglio ha fatto parte della squadra canadese ai Pan American Games 2015 a Toronto, dove è arrivato ai quarti di finale nel torneo singolare. Ad agosto alle qualificazioni della Rogers Cup 2015, Schnur ha sconfitto il numero 98 del mondo Ruben Bemelmans in 2 set consecutivi nel primo turno, ma è stato sconfitto dal numero 76 del mondo Lu Yen-hsun nel turno finale.
Schnur ha conquistato il suo secondo titolo in singolare pnel settembre 2016 dopo aver sconfitto Tim van Rijthoven al Calgary Futures. Sempre a settembre 2016, ha vinto il titolo di doppio al Futures sul Niagara-on-the-Lake con il collega canadese Filip Peliwo e ha raggiunto la finale in singolare. Nel dicembre 2016, ha vinto il suo terzo titolo di singolo Futures con una vittoria su JC Aragone a Tallahassee .

### 2017-18
Schnur ha vinto il quarto titolo singolo ITF della sua carriera nell'aprile 2017 ai 25K di Little Rock con una vittoria sul connazionale Philip Bester . Ha conquistato il suo secondo titolo Futures consecutivo tre settimane dopo ad Abuja, sconfiggendo Fabiano de Paula in finale.
Nel gennaio 2018, al suo primo torneo della stagione, ha raggiunto la finale del suo primo ATP Challenger al 75K di Playford, ma è stato sconfitto da Jason Kubler .

### 2019
Nel febbraio 2019 il canadese ha raggiunto la finale del New York Open, dove ha perso contro Reilly Opelka. Dopo aver raggiunto la finale, è salito nel ranking ATP alla posizione numero 107. Schnur ha partecipato per la prima volta a un torneo del Grande Slam a Wimbledon, quando ha sostituito Borna Ćorić come lucky loser dopo che il giocatore croato si è ritirato a causa di un infortunio.

### 2022: vittoria in ATP Cup
A gennaio del 2022 il Schnur vince l'ATP Cup con il Canada.

## Statistiche

### Singolare

#### Finali perse (1)
| Legenda doppio       |
| Grande Slam (0)      |
| ATP Finals (0)       |
| ATP Masters 1000 (0) |
| ATP Tour 500 (0)     |
| ATP Tour 250 (1)     |

| N. | Data             | Torneo                  | Superficie  | Avversario in Finale | Punteggio           |
| 1. | 17 febbraio 2019 | New York Open, New York | Cemento (i) | Reilly Opelka        | 1-6, 7-6(7), 6(7)-7 |

## Risultati in progressione
| Sigla | Risultato               |
| ----- | ----------------------- |
| V     | Vincitore               |
| F     | Finalista               |
| SF    | Semifinalista           |
| O     | Oro olimpico            |
| A     | Argento olimpico        |
| SF    | Bronzo olimpico         |
| QF    | Quarti di Finale        |
| 4T    | Quarto turno            |
| 3T    | Terzo turno             |
| 2T    | Secondo turno           |
| 1T    | Primo turno             |
| RR    | Round Robin             |
| LQ    | Turno di qualificazione |
| A     | Assente                 |
| ND    | Non disputato           |

| Legenda superfici    |
| -------------------- |
| Cemento              |
| Terra battuta        |
| Erba                 |
| Superficie variabile |

### Singolare
| Tornei Grande Slam         |               |               |               |     |
| Australian Open, Melbourne | A             | Q1            | Q1            | 0-0 |
| Roland Garros, Parigi      | A             | A             | A             | 0-0 |
| Wimbledon, Londra          | A             | Q3            | 1T            | 0-1 |
| US Open, New York          | Q1            | A             | 1T            | 0-1 |
| Vittorie-Sconfitte         | 0-0           | 0-0           | 0-2           | 0-2 |
| Giochi Olimpici            |               |               |               |     |
| Giochi Olimpici            | Non disputati | Non disputati | Non disputati | 0-0 |
| Vittorie-Sconfitte         | Non disputati | Non disputati | Non disputati | 0-0 |